# La carica dei 101 (romanzo)
La carica dei 101 (The Hundred and One Dalmatians) è un romanzo del 1956 della scrittrice inglese Dodie Smith. È stato pubblicato anche con il titolo I cento e un dalmata.

## Trama
Pongo e Missis sono due cani dalmati che vivono con la coppia recentemente sposata dei Signori Dearly e le loro due governanti, le Signore Cook e Butler. Mr. Dearly è un “genio della finanza” a cui sono state concesse una casa nell’Outer Circle di Regent’s Park, Londra e un’esenzione a vita dalle tasse per aver cancellato il debito pubblico. I cani considerano gli umani come loro animali domestici, ma lasciano gli umani pensare il contrario.
Un giorno, durante una passeggiata, Pongo, Missis e Signori Dearly incontrano una vecchia compagna di scuola della Signora Dearly: Cruella de Vil, una donna molto ricca così fissata con le pellicce da aver sposato un pellicciaio, forzandolo a tenere in casa la sua collezione di pellicce in modo tale da averne completo e libero accesso. Ella rimane affascinata dai due cani ed esprime il desiderio di avere un giorno un cappotto in pelle di dalmata. Mesi dopo, Missis dà alla luce una cucciolata di 15 cagnolini. Preoccupati che quest'ultima non potrebbe essere in grado di sfamare tutti i suoi figli, i Signori Dearly adottano una dalmata abbandonata. Avendola portata dal veterinario per le brutte condizioni in cui si trovava, la Signora Dearly apprende che il cane ha recentemente partorito e decide di chiamarla Perdita. Quest'ultima, accettata dalla nuova famiglia, aiuta ad allevare i cuccioli nei giorni successivi e racconta a Pongo di aver smarrito il suo amato Prince e di come il suo padrone precedente avesse venduto tutti i suoi figli. Perdita aveva così deciso di fuggire e partire alla ricerca dei suoi figli.
Nel frattempo, Cruella, che il caso ha voluto fosse presente durante la nascita dei cuccioli, esprime il desiderio di comprarli, ma i Signori Dearly rifiutano l’offerta. Dopo aver tentato invano con una visita successiva di convincere i Dearly, assume dei criminali per rubarli. Mandato a segno il furto, mentre gli umani falliscono nelle ricerche, Pongo e Missis apprendono tramite la “catena del tramonto”, un modo dei cani di comunicare tra loro nelle lunghe distanze abbaiando, che i cuccioli si trovano nella “Hell Hall”, la dimora natale della famiglia de Vil, nel Suffolk. Fallito ogni tentativo di avvertire i Signori Dearly, la coppia decide di partire in soccorso dei propri figli, lasciando Perdita a badare ai loro animali domestici umani. Dopo un movimentato viaggio attraverso la campagna inglese, in cui la coppia viene rifocillata e ospitata da altri cani sempre attraverso la catena del tramonto, Pongo e Missis incontrano Colonel, un Bobtail. Il cane mostra loro la casa de Vil, spiegandone la travagliata storia. I cani entrano all’interno della magione e scoprono che ci sono, oltre ai loro 15 figli, 82 altri cuccioli di Dalmata, per un totale di 97.
Temendo le indagini della polizia, Cruella arriva nella magione e ordina ai ladri che aveva assunto e lasciato a capo della dimora di uccidere e scuoiare i cuccioli il prima possibile. Pongo e Missis capiscono di dover trarre in salvo i cuccioli immediatamente e fuggono da Hell Hall assieme a tutti loro il giorno prima della Vigilia di Natale. Visto che un cagnolino, Cadpig, è troppo debole per tornare a Londra camminando, Tommy, il bimbo padrone di Colonel, presta ai cani un carretto. Una cucciolata di 8 cuccioli tra i trovatelli è abbastanza grande da riuscire a spingere il carro dandosi i turni. Dopo esser sfuggiti alla cattura da parte di alcuni rom, un cane della catena del tramonto fa notare ai dalmata di avere un manto troppo vistoso, che potrebbe destare attenzioni indesiderate. Di conseguenza i cani decidono di travestirsi sporcandosi di cenere di camino e viaggiare nei campi, riuscendo a malapena a sfuggire a Cruella nascondendosi dentro un camion quando sono costretti a tornare in strada. Grazie all’aiuto di uno Staffordshire bull terrier, i 99 dalmata riescono finalmente a raggiungere Londra.
Grazie al gatto persiano di Cruella, che cercava da tempo di vendicarsi della sua padrona che le aveva ucciso i figli, i cani riescono ad entrare nella casa di Cruella stessa, dove distruggono tutta la sua collezione di pellicce. I Dalmata infine tornano dai Signori Dearly, che li riconoscono dopo che gli animali riescono a rimuovere la cenere dal loro manto strofinandosi contro un tappeto. Una volta riunita la famiglia, Perdita riconosce nella cucciolata che ha contribuito a spingere il carro i figli che aveva perduto. Mr. Dearly scopre finalmente dove i cuccioli erano stati rinchiusi tramite un’etichetta apposta sul carro agricolo, riportante il nome di Tommy e il suo indirizzo. I Dearly cercano inoltre i proprietari degli altri cagnolini, ma scoprono che gli animali sono stati venduti e non rubati come i loro. Il vecchio padrone di Perdita, che non ha mai tenuto alla dalmata, è felice di venderla ai Dearly dopo aver ascoltato la loro storia.
Il gatto di Cruella, ora randagio, viene anch’esso adottato dalla famiglia e racconta ai cani che il fallimento della pellicceria del marito di Cruella ha costretto la coppia ad abbandonare il paese e vendere Hell Hall. Quando i Dearly arrivano nel Suffolk per ridare a Tommy il suo carro, si rendono conto che con 100 cani da gestire una nuova casa più grande sarebbe l’opzione più auspicabile. Di conseguenza, con il denaro ricevuto dal governo dopo aver risolto un altro problema con le tasse, Mr Dearly decide di comprare Hell Hall e di trasferirvisi con la sua famiglia. Infine, Prince, l’amore smarrito di Perdita, riesce a rincontrarsi con l’amata. Dopo aver visto l’amore fra i due, i Dearly decidono di adottare il cane, che diventa il loro centunesimo dalmata.

## Versioni cinematografiche

### La carica dei cento e uno
Nel 1961 Walt Disney ha prodotto una trasposizione cinematografica della storia.

### La carica dei 101 II - Macchia, un eroe a Londra
Nel 2003 viene realizzato il film d'animazione La carica dei 101 II - Macchia, un eroe a Londra, sequel del precedente film del 1961.
A differenza del primo episodio in cui il vero protagonista è il gruppo di cuccioli, la nuova storia è incentrata su un solo piccolo dalmata. Alla fine del primo episodio avevamo sentito l'intenzione di Roger di trasferirsi in campagna per disporre di una casa spaziosa e adatta all'allevamento di cani dalmati. Durante il trasloco avviene l'imprevisto e il piccolo Macchia viene dimenticato a Londra. Il nostro eroe se ne va quindi a zonzo e in un parco della città incontra Fulmine, il cane protagonista di avvincenti telefilm alla cui conclusione è reclamizzato un cibo per i cani.
Fulmine, al cui fianco vi è da sempre Lampo il suo alter ego, non è l'eroe disinteressato e altruista che appare nello schermo televisivo, ma l'ingenuo Macchia questo non lo sa ancora. Il cucciolo però si imbatte nella perfida Cruella De Vil che, ancora una volta ossessionata dalle pellicce a macchie, tenta di rapire tutti i cuccioli. Alla fine il piccolo Macchia riuscirà a salvarli e a scoprire la doppia faccia di Fulmine e Lampo.
I prodotti animati sono stati poi seguiti da due serie animate: La carica dei 101 - La serie e 101 Dalmatian Street, quest'ultima con protagonisti i discendenti dei personaggi originali. Inoltre, un film in live-action intitolato Crudelia è uscito nel 2021 e racconta la storia del trio antagonista, con Emma Stone nel ruolo di Crudelia de Mon , ed è già in produzione un sequel. 

### La carica dei 101 - Questa volta la magia è vera
Nel 1996 viene realizzato una coproduzione Walt Disney - Great Oaks Entertainment con personaggi in carne e ossa: Glenn Close nel ruolo di Cruella De Vil, Jeff Daniels nella parte di Rudy (invece di Roger) e Joely Richardson nella parte di Anita. Il film, diretto da Stephen Erek, ha avuto un notevole successo, tanto da generarne un sequel, nel 2000.

### La carica dei 102 - Un nuovo colpo di coda
Il film del 1996 ha avuto un sequel nel 2000, dove Glenn Close riprese il ruolo di Cruella de Vil.